# 550
550 (DL) fue un año común comenzado en sábado del calendario juliano, en vigor en aquella fecha.
Es el año 550 del primer milenio, el año 50 del siglo VI y el primer año de la década de 550.

## Acontecimientos
- El conocimiento de como producir la seda llega a Constantinopla.
- Los hispanorromanos de Córdoba se rebelan contra el gobierno visigodo. El rey visigodo Agila I encabeza una expedición de reconquista, llevándose consigo a su primogénito y al tesoro real. 
  - Batalla de Córdoba: Los rebeldes hispanorromanos de Córdoba derrotan estrepitosamente a los visigodos. En la batalla muere el primogénito del rey Agila I y el tesoro real visigodo es capturado por los rebeldes. Agila I huye, pero ha de refugiarse en Mérida ante la rebeldía abierta de Sevilla. Al conocer la noticia de su derrota los nobles visigodos partidarios de la tolerancia a los católicos se rebelan en Sevilla al mando de Atanagildo y tratan de destronar a Agila I. En Mérida, sin embargo, el rey Agila I recibe refuerzos. Se desata la guerra civil, que se combate principalmente en la Bética, aunque se generaliza por todo el reino entre partidarios y rebeldes a Agila I, incluso en la provincia Septimania.
- Los Itzáes fundan la ciudad maya de T'Hó, en pleno período posclásico de tal civilización. Más tarde, en el siglo XVI, sobre las ruinas de esa ciudad, habría de erigirse la actual ciudad de Mérida, en Yucatán, México.
- Fin del Imperio Gupta en India.
- Los mayas construyen las excepcionales edificaciones de la ciudad de Tikal (a unos 280 kilómetros al norte de la actual ciudad de Guatemala).[1]

## Nacimientos
- Bonifacio IV, papa.
- Finbar, obispo de Cork.

## Fallecimientos
- Buddhapalita, filósofo budista indio.